# 絶滅危愚少女!
「絶滅危愚少女！」（ぜつめつきぐしょうじょ）は、千菅春香の楽曲。サエキけんぞうが作詞、北川勝利が作曲を手掛けた。千菅の3枚目のシングルとして2014年2月26日にFlyingDogから発売された。

## 音楽性
本曲は、OVA『絶滅危愚少女 Amazing Twins』のオープニングテーマに起用された。インパクトのあるぶっ飛んだ曲で、歌詞は作品のテーマである双子に因んだフレーズが散りばめられている。
レコーディングではスタッフから悪さを表現することを要求されたため、歌う際はそのことを念頭に置いた上で行ったという。ちなみにレコーディング時は千菅の「悪さを追及する」気持ちを作品のテーマと重ね合わせて行ったことを明かしている。
PVは、回転をテーマとしているため至る所にカメラを配置して撮影された。

## シングルリリース
2014年2月26日にFlyingDogから発売された。千菅のシングルとしては前作「希望の花」以来約1年ぶりのリリースとなる。
2曲目「心 アシンメトリー」は、同アニメのエンディングテーマに起用された。温かさと切なさが共存した曲で、レコーディングの際は笑顔で歌うことを心がけたという。
ジャケットの撮影は、特撮で使用される採石場で行われたこともあってか、複数の色の煙幕を使ったという。

## シングル収録内容
| #         | タイトル                             | 作詞           | 作曲      | 編曲      | 時間  |
| --------- | ------------------------------------ | -------------- | --------- | --------- | ----- |
| 1.        | 「絶滅危愚少女！」                   | サエキけんぞう | 北川勝利  | 北川勝利  | 5:06  |
| 2.        | 「心 アシンメトリー」                | 松浦有希       | 窪田ミナ  | 窪田ミナ  | 5:26  |
| 3.        | 「絶滅危愚少女！ -Instrumental-」    |                |           |           | 5:07  |
| 4.        | 「心 アシンメトリー -Instrumental-」 |                |           |           | 5:24  |
| 合計時間: | 合計時間:                            | 合計時間:      | 合計時間: | 合計時間: | 21:05 |